# Senectus Tesserae
Senectus Tesserae zijn tesserae op de planeet Venus. De Senectus Tesserae werden in 1997 genoemd naar Senectus, de godin van de ouderdom in de Romeinse mythologie.
De tesserae hebben een diameter van 1400 kilometer en bevinden zich in de quadrangles Metis Mons (V-6) en Beta Regio (V-17).